# Моя країна — Україна
«Моя країна Україна» — український анімаційний народний казково-пізнавальний серіал. Виконаний переважно в техніці пластилінової анімації. Прем'єра відбулася з 25 червня 2010 року. Художній керівник мультсеріалу — Степан Коваль.

## Опис
Проєкт «МОЯ КРАЇНА — УКРАЇНА», це серіал анімаційних фільмів, створених молодими режисерами, аніматорами, художниками. Художній керівник проєкту — Степан Коваль. Виробництво серіалу — студія НОВАТОРФІЛЬМ за підтримки Державного агентства України з питань кіно.
Автор ідеї, сценарист, актор — Лірник Сашко (Олександр Власюк).
Кожна серія тривалістю 3 хвилини розповідає відому або забуту казку, історію, легенду з конкретного міста України, чи то велике місто або маленьке село, поле або море.
На створення кожної серії витрачалось приблизно 4—5 місяців. Щоб випустити за рік чотири серії, їх намагалися робити паралельно. Створення кожної хвилини пластилінового мультфільму займає приблизно місяць.
Проєкт призначений для показу на центральних та регіональних телеканалах, у кінотеатрах в анонсовому та рекламному блоці. Фільми цього серіалу формують національну свідомість, гордість за свою країну, допомагають виховувати майбутнє покоління українців.

## Трансляція
Після показів на фестивалях, мультсеріал почав транслювати Перший національний.

## Відзнаки
- Мультфільми проєкту брали участь у міжнародному кінофестивалі «Берлінале» 2014 року[8]. Мультфільм отримав відзнаку «За кращий сценарій» фестиваль "Відкрита Ніч" 2011 рік

## Список серій
| Серія | Рік  | Назва серії                                   | Деталі сюжету | Режисер серії                     |
| 1     | 2010 | У Лірника в гостях                            | Історія про те, як не просто бути казкарем. | Олег Цуріков                      |
| 2     | 2010 | В подорож за казками                          | | Олег Цуріков                      |
| 3     | 2010 | Луганський степ                               | Сашко Лірник та Кіт Воркіт потрапляють у висушений сонцем степ. Там вони зустрічають бабака, який показує їм місця, де степ зберіг свій майже первісний вигляд. | Євген Альохін                     |
| 4     | 2009 | Легедзине                                     | Казка про чарівний глечик що оберігав людей села Легедзине, впродовж всієї його історії: від часів таємничої культури Трипілля до сьогодення. Казка про те, як давні традиції і історія народу оберігають людей в усі часи. | Наталка Скрябіна                  |
| 5     | 2010 | Кривий Ріг                                    | Ця стрічка розповідає одну з легенд заснування міста Кривий Ріг. Козак Іван Ждан зламав чорту ріг, і на тому місці з'явилось місто Кривий Ріг. А крім того цей козак винайшов перший в світі підводний човен. | Андрій Слєсаревський              |
| 6     | 2010 | Шешори                                        | Кіт та Лірник подорожують найдовшим селом Європи — Шешори, що в Карпатах. Прямуючи довгою дорогою до Банушевої хати, вони зустрічають гуцулок, що вказують їм напрямок. А поки вони йдуть, Кіт розповідає Лірнику легенду про Довбуша Олексу. | Катерина Чепік                    |
| 7     | 2010 | Тернопільська квітка                          | Фільм про терен та козака Жука, на честь якого назвали дорогу [Архівовано 1 січня 2015 у Wayback Machine.], яка сьогодні майже забута в Тернополі. | Андрій Слєсаревський              |
| 8     | 2010 | Опук                                          | Літо. Сашко Лірник і Кіт приїхали відпочити на Керченський півострів. Несподівано місцеві птахи одуди починають з ними розмовляти. Враз з'являється рибалка, який розповідає героям легенду про незвичайних птахів. Виявляється, це зачакловані принцеси, які таким чином поплатилися за свою зверхність і вередливість. В легенді також описується поява скель-кораблів і назви гори Опук, що знаходяться поруч. | Олександр Прищепа                 |
| 9     | 2010 | Львів                                         | Про Львів на початку 19 століття. | Сергій Руденко                    |
| 10    | 2011 | Таки Одеса!                                   | Кіт та Лірник відвідують Одесу і потрапляють на концерт відомого джазового музиканта. Виявляється багато відомих людей родом з Одеси. | М. Мурашко, О.Мушенко             |
| 11    | 2011 | Чаша Ярослава                                 | Розповідь про чарівну чашу котра показувала майбутнє тільки тоді, коли правильно прочитати заклинання написані на ній. | Степан Коваль                     |
| 12    | 2011 | Чарівна грязюка                               | Якщо ви хочете оздоровитись і помолодіти то вам якраз в Саки. Цілющі властивості болота відомі були ще в Греції. | Степан Коваль                     |
| 13    | 2011 | Чому Вилкове?                                 | Якщо ви хочете потрапити у дивовижне місце де замість вулиць люди користуються каналами та дерев'яними човнами, вам потрібно побувати у місті Вилкове. | Андрій Слєсаревський              |
| 14    | 2011 | Верхівня                                      | Сюжет у вірші Оноре де Бальзака: «Це пустеля, царство хлібів. Там починається українська земля. Цей краєвид укинув мене в якесь остовпіння» | Сергій Руденко                    |
| 15    | 2011 | Хто живе на дні Пісочного?                    | Сучасна інтерпретація давньої легенди про підводний замок на дні озера Пісочне на Волині, у гумористичній формі обігруючи тему чистоти Шацьких озер. Колись на місці Пісочного — нині другого за розмірами після сусіднього Світязя — жив у замку король Чистодум зі своєю донькою та собакою, які мали одну особливість — усе, про що вони думали, матеріалізувалося у білі хмарки-думки. Якось на замок насунулося Страховисько Чорнодум, яке воліло одружитися з принцесою-донькою. Король намагався вдатися до різних хитрощів, аби запобігти тому, проте сили були нерівні і принцеса та пес випустили в небо хмари-думки, які залили дощем замок, а відтак утворили Пісочне озеро, відтоді сповнене чистої води від чистих думок. | Ольга Макарчук                    |
| 16    | 2014 | Писанкова історія                             | А чому у формі яйця? Та тому, що всесвіт був створений з яйця, і те, що люди звуть сонцем, насправді величезне золоте яйце. Колись давно існувала чортівня якась. Хаос. Але з‘явився великий півень. І звали його Будимир. Він розбудив велике яйце, яке прокинулось і освітило все навколо. Так створено було людський світ, в якому ми зараз живемо. Але є одна таємниця! Велике яйце світить — поки люди передають його одне одному! Якась чортівня усяка задумала заволодіти великим яйцем, і почався хаос на землі. Тоді люди звернулися до Будимира за допомогою. І Будимир знов розбудив велике яйце та встановився світ людський знов. Але цього разу призначив він свого помічника будити яйце кожного дня.                    | Степан Коваль                     |
| 17    | 2012 | Сонячний камінь                               | Колись у Рівненських лісах полював сміливий мисливець, який кохав доньку лісового чаклуна. Але лісовий демон не бажав цього шлюбу і відправив мисливця у далеку мандрівку дістати йому сонце. Сам же віддав доньку іншому. Дізнавшись про таку зраду, мисливець не втримав у руках сонце, яке впало і розкололося на багато-багато шматочків, які розлетілися по всій країні. І саме у Рівненських лісах і досі він збирає уламки сонця, аби отримати свою кохану. | Сергій Могильний                  |
| 18    | 2012 | Чорне озеро                                   | Лірник з котом дізнаються від випадкового попутника про існування в районі Знам'янки Чорного лісу та Чорного озера, де існують дивовижні і незвичні для України рослини і тварини. Озеро не має дна, зате на ньому є острови, що перевертаються, а живуть у ньому єдині в своєму роді чорні карасі. | Степан Коваль                     |
| 19    | 2012 | Петриківка                                    | У цій серії Лірник та Кіт чують від петриківської майстрині чарівну казку про те, як у сиву давнину закохані Петро та Оксана захищали рідне село від нападу чужинців. Це розповідь про чарівну непереборну силу справжньої любові та краси. | Наталка Скрябіна, Людмила Міщенко |
| 20    | 2012 | Умань                                         | Фільм-притча про багатонаціональне місто, що лежало на торговельному шляху на кордоні трьох держав. Як камінь на дорозі об'єднав героїв, а їхні мрії про місто стали реальністю. | Оксана Карпус                     |
| 21    | 2012 | Казочка про місто Борщів                      | Дідо-Всеодно подув на Остапа пилюкою-всеоднюкою, та стало йому все одно. Та як в кожної господарки з'явився свій власний рецепт борщу. | Степан Коваль                     |
| 22    | 2012 | Корабель у степу                              | Історія про те, як було засновано місто Мелітополь. | Оксана Карпус                     |
| 23    | 2012 | Легенда про Святогора                         | Історія про те, як демони надурили юнака та намагалися заволодіти світом. | Сергій Могильний                  |
| 24    | 2012 | Козацька дума про Якима, віргів та царя Клюка | Козацька дума про те, як козаки перемогли віргів за допомогою Якима Погрібняка, який побудував церкву без жодного цвяха. | Оксана Несененко                  |
| 25    | 2013 | Чорнозем                                      | Легенда про чорнозем, точніше про Село «Чорнозем» яке насправді існує у Чернігівський області. Про те, як до людей потрапив чорнозем, та як на власному досвіді дізналися про це Лірник та Кіт. | Степан Коваль                     |
| 26    | 2013 | Башта Беати                                   | Легенда про Беату з міста Дубно, як вона випадковим залпом з гармати відбила військо нападників. | Оксана Карпус                     |

## Книга
У 2016 році за анімаційним серіалом було видано книгу «Щоденник котячих мандрів» автор Лана Ра (видавець «Новаторфільм»). Головний герой книги кіт Воркіт завзято мандрує різними куточками України та у пригодницькій формі розповідає читачам історичний, краєзнавчий та патріотичний матеріал.